# St. Hedwig (Bierdzan)

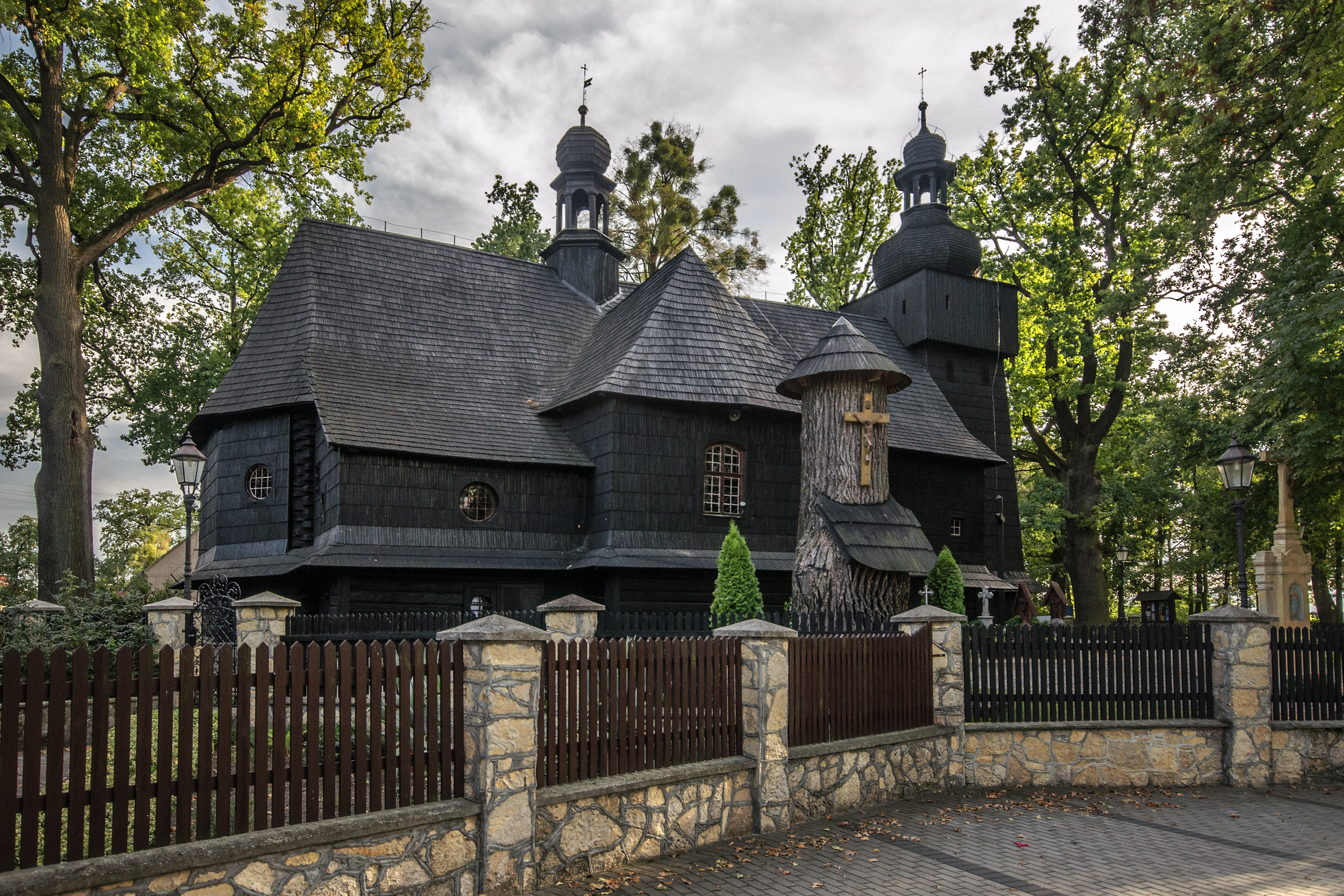
Blick aus nördlicher Richtung auf die St.-Hedwigs-Kirche

Die römisch-katholische Schrotholzkirche St. Hedwig ist eine Kirche im nördlich von Oppeln gelegenen Dorf Bierdzan (poln. Bierdzany). Sie ist der heiligen Hedwig von Schlesien geweiht.

## Geschichte
Bereits seit dem Jahr 1410 stand auf der heutigen Fläche der St.-Hedwigs-Kirche ein Gotteshaus, das dem heiligen Valentin geweiht war. Der heutige Bau stammt aus dem Jahr 1711. Das Datum wird durch eine Eingravierung im Grundstein belegt. 1930 erfolgte eine grundlegende Renovierung der Kirche, wobei der schlanke Turm unter anderem eine Kuppel erhielt.

## Ausstattung

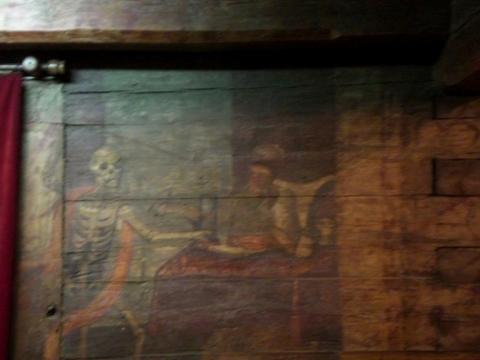
Tod von Bierdzany

Im Inneren der Kirche befinden sich mehrere Altäre, darunter der mit vielen Heiligenfiguren verzierte barocke Hauptaltar aus dem 18. Jahrhundert. Geschaffen wurde dieser vom Tischlermeister Kasper Żołądek aus Oppeln. Die Decke im Hauptschiff ist bemalt und in der Sakristei ist eine Patronatsloge vorzufinden. Verziert sind die Wände im Inneren mit alten Wandmalereien, die in den 1970er Jahren bei Restaurierungsarbeiten entdeckt und erneuert wurden. Darunter findet sich ein Bildnis des Todes, das auch unter dem Namen Tod von Bierdzany (poln. Bierdzańska Śmierć) bekannt ist. Die Stationen des Kreuzweges wurden zu Beginn des 19. Jahrhunderts geschaffen.
Der in Ständerbauweise erbaute Glockenturm erhielt bei der Renovierung 1930 seinen heutigen Kuppelhelm. Die Glocken stammen vermutlich aus dem Vorgängerbau St. Valentin und wurden zwischen 1503 und 1521 gegossen.